# Jean-Baptiste Noulet

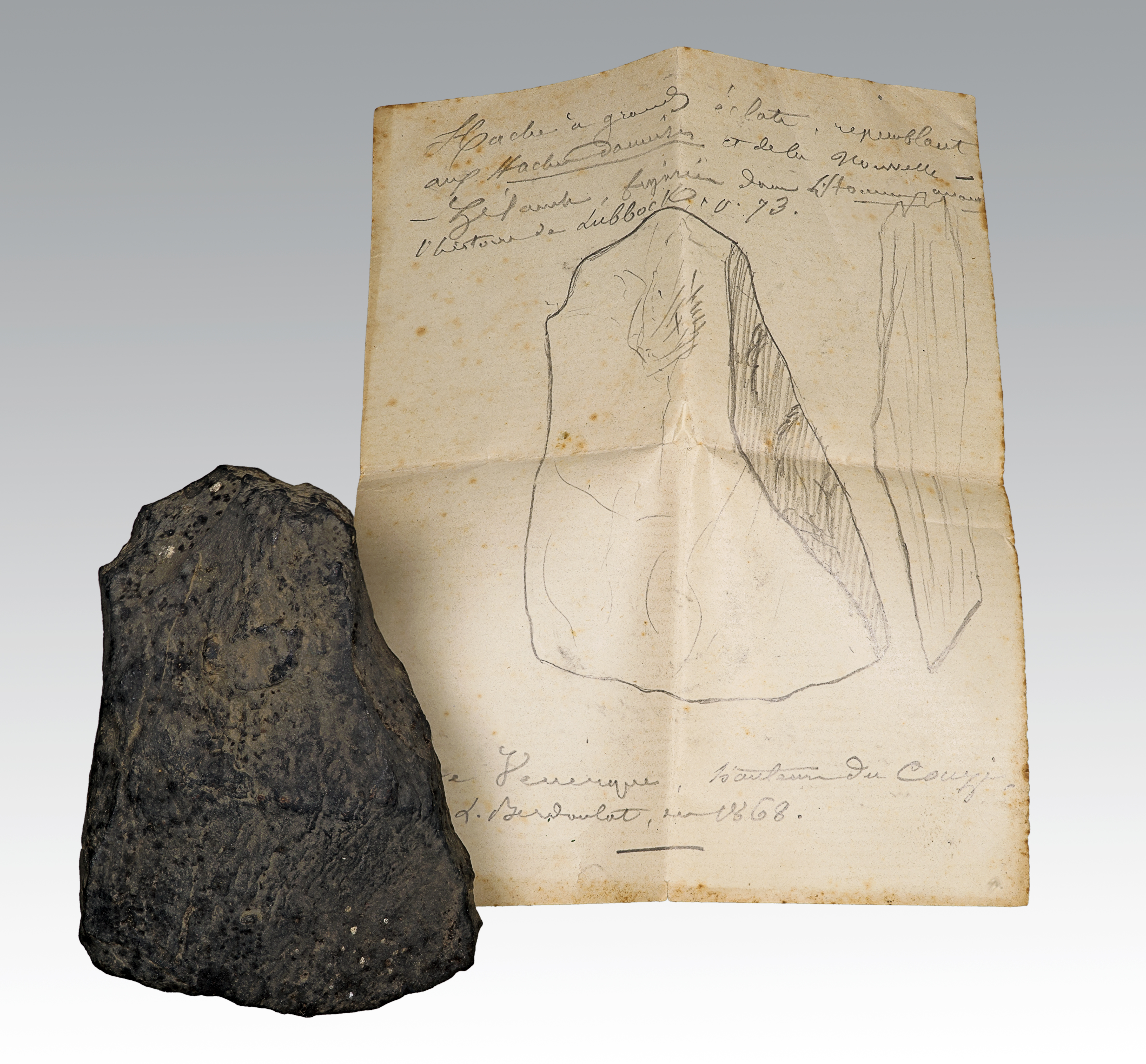
Hache préhistorique trouvée par Noulet avec billet autographe

Jean-Baptiste Noulet est un naturaliste et préhistorien français, né le 1er mai 1802 (11 floréal an X) et mort le 24 mai 1890 à Venerque, en Haute-Garonne.
Il commence par exercer la médecine mais son insatiable curiosité et son tempérament de chercheur infatigable le poussent vers les Sciences naturelles. Il s'intéresse alors à la géologie puis surtout à la paléontologie. Ainsi devient-il en 1841 professeur d'histoire naturelle médicale à l'école préparatoire de médecine et de pharmacie (la future faculté des sciences de Toulouse), et en 1872 directeur du Musée d'histoire naturelle de Toulouse.
Il a contribué à prouver l'existence de l'homme fossile et est un des pionniers de la préhistoire en tant que discipline scientifique. Son principal mérite est d'avoir confirmé en 1851 les découvertes près d'Abbeville de Jacques Boucher de Perthes sur l'Homme préhistorique, par ses fouilles d'un gisement paléolithique à l'Infernet, situé sur la commune de Clermont-le-Fort, en Haute-Garonne. Homme de science discret, Émile Cartailhac a dit de lui : « Il aimait trop la science pour elle-même. Il avait peur de faire parler de lui. Il ne cherchait pas la lointaine renommée ! »
Il a aussi fixé d'une manière définitive l'âge des Pyrénées. Il fut également lexicographe et critique de la langue et de la littérature occitane.

## Biographie
- 1802 : Naissance à Venerque dans une famille aisée[1]. Sa curiosité scientifique est insatiable, il est versé dans la botanique, la malacologie, la paléontologie, la zoologie, la mycologie.
- 1826 : Il est lauréat de l'École de Médecine. Il reçoit pour prix les cinq volumes de la Flore française de Lamark et De Candolle.
- 1830 : Il initie l'étude des mollusques terrestres et d'eau douce pyrénéens[4].
- 1831 : Il est membre correspondant de l'Académie des sciences de Toulouse.
- 1832 : Jean-Baptiste Noulet obtient son doctorat en médecine à la faculté de Montpellier.
- 1834 : Publication de malacologie : Précis d'analyse de l'histoire naturelle des mollusques terrestres et fluviaux qui vivent dans le bassin sous-pyrénéen[5].
- 1837 : Publication de botanique :  La flore du bassin sous-pyrénéen[6]. Il en tira un abrégé, publié sous le titre de Flore analytique de Toulouse et de ses environs[7]. Parallèlement, il travaille avec son ami Édouard Lartet sur la malacologie du Miocène de Sansan et s'intéresse aussi aux mammifères de ce gisement. De cette collaboration naîtra son goût pour la Préhistoire.
- 1838 : La ville de Toulouse créé pour lui une chaire d'agriculture au Jardin des plantes. Il coécrit avec Augustin Dassier un Traité des champignons comestibles et vénéneux qui croissent dans le bassin sous-pyrénéen[8] (lire en ligne). C'est vraisemblablement le premier atlas de champignons destiné au grand public. Il a été réédité récemment.
- 1840 : Il est nommé associé résident de l'Académie des sciences de Toulouse dans la section médecine.
- 1841 : Titulaire de la chaire d'Histoire naturelle médicale à l'École préparatoire de médecine et de pharmacie de Toulouse.
- 1850 : Il est élu président de l'Académie des sciences de Toulouse.
- 1851 : Les découvertes qu'il réalise dans le gisement paléolithique du ravin de l'Infernet (« petit enfer » en occitan), sur la commune de Clermont-le-Fort, prouvent l'existence de l'homme fossile[2].
- 1864 : il présente à la société botanique de France[9] puis à l'académie des sciences[10], une liste de plantes fossiles retirées de la molasse tertiaire du lit de l'Ariège entre Venerque et Grépiac
- 1865 : Édouard Filhol ouvre le Muséum de Toulouse au public. Les collections de Jean-Baptiste Noulet servent à inaugurer pour la première fois au monde une galerie d'archéologie préhistorique.
- 1871 : Il publie une note sur le polypore cinnabarin[11].
- 1872 : Il est nommé directeur du Muséum de Toulouse. Il initie des fouilles dans les grottes ariègeoises de L'Herm[12] et de Lombrives à Ussat[13].
- 1879 : Il s'intéresse également à d'autres zones géographiques et publie L'âge de la pierre polie et du bronze au Cambodge, d'après les découvertes de M. Moura[14].
- Vers la fin de sa vie, il se consacre à l'étude de la langue occitane et à la publication d'un dictionnaire occitan. Il publie plusieurs essais sur l'histoire littéraire des patois du Midi de la France [autrement dit, en langue d'oc] des XVIe, XVIIe et XVIIIe siècles[15].
- 1890 : Décès à Venerque, où il est inhumé.

Beaucoup de ses œuvres, qu'elles concernent la préhistoire, la botanique, la malacologie, la paléontologie ou la langue occitane, sont présentes dans les bibliothèques des plus prestigieuses universités du monde comme Harvard ou Cornell.

## Collection Noulet duMuséum de Toulouse

### Malacologie

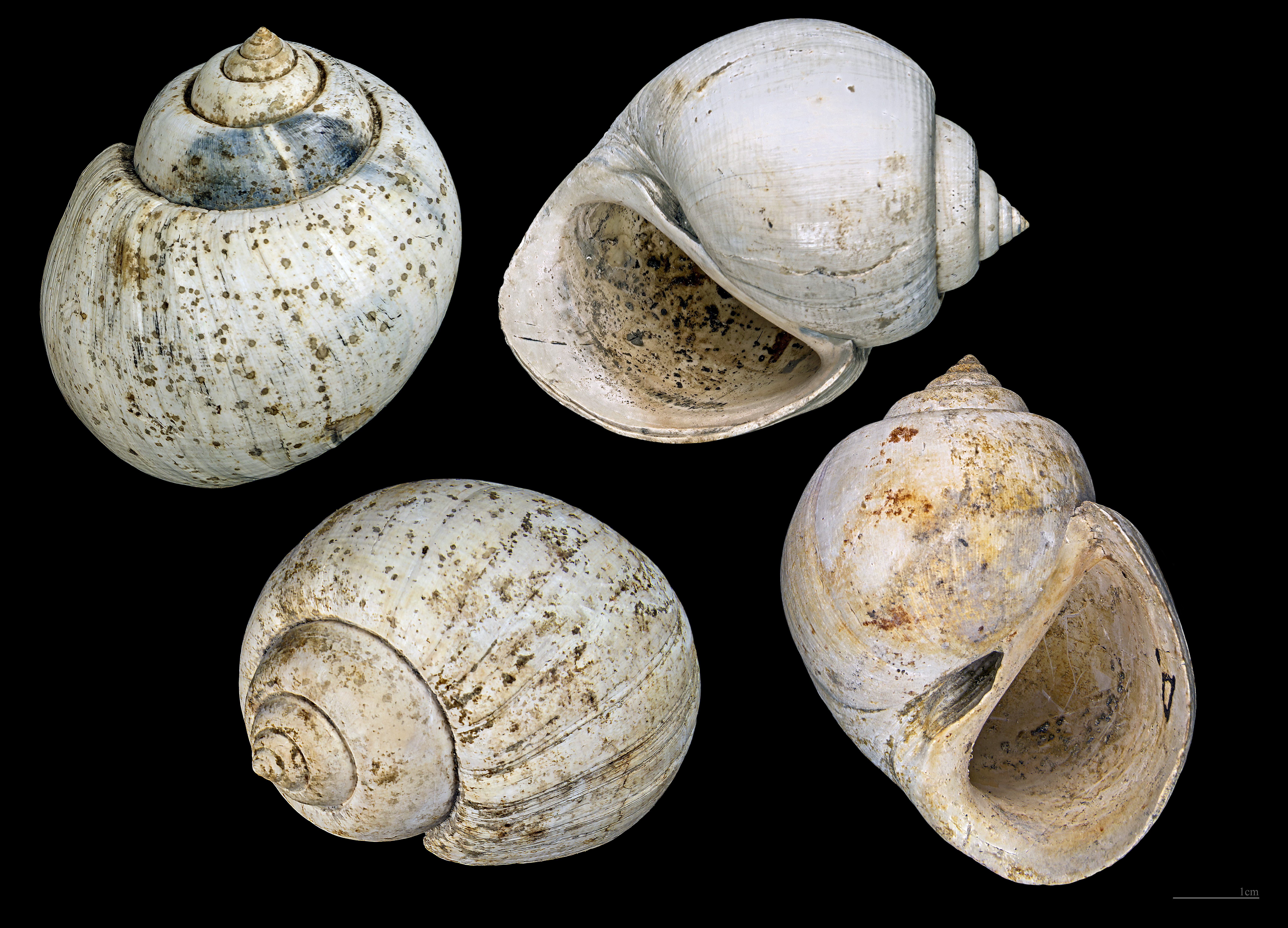
Ampullaria Ponderosa Burdigalien
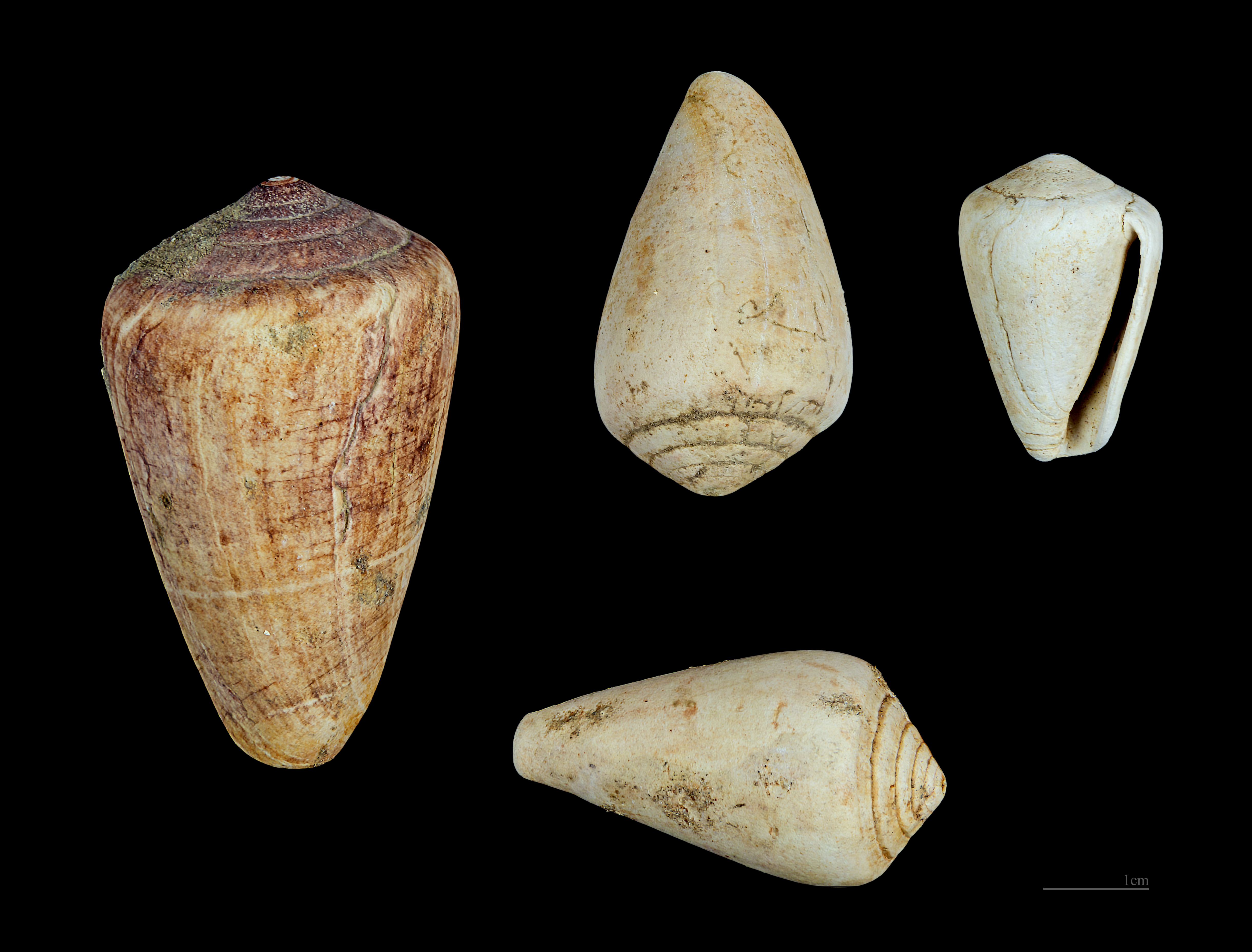
Conus benoisti Burdigalien
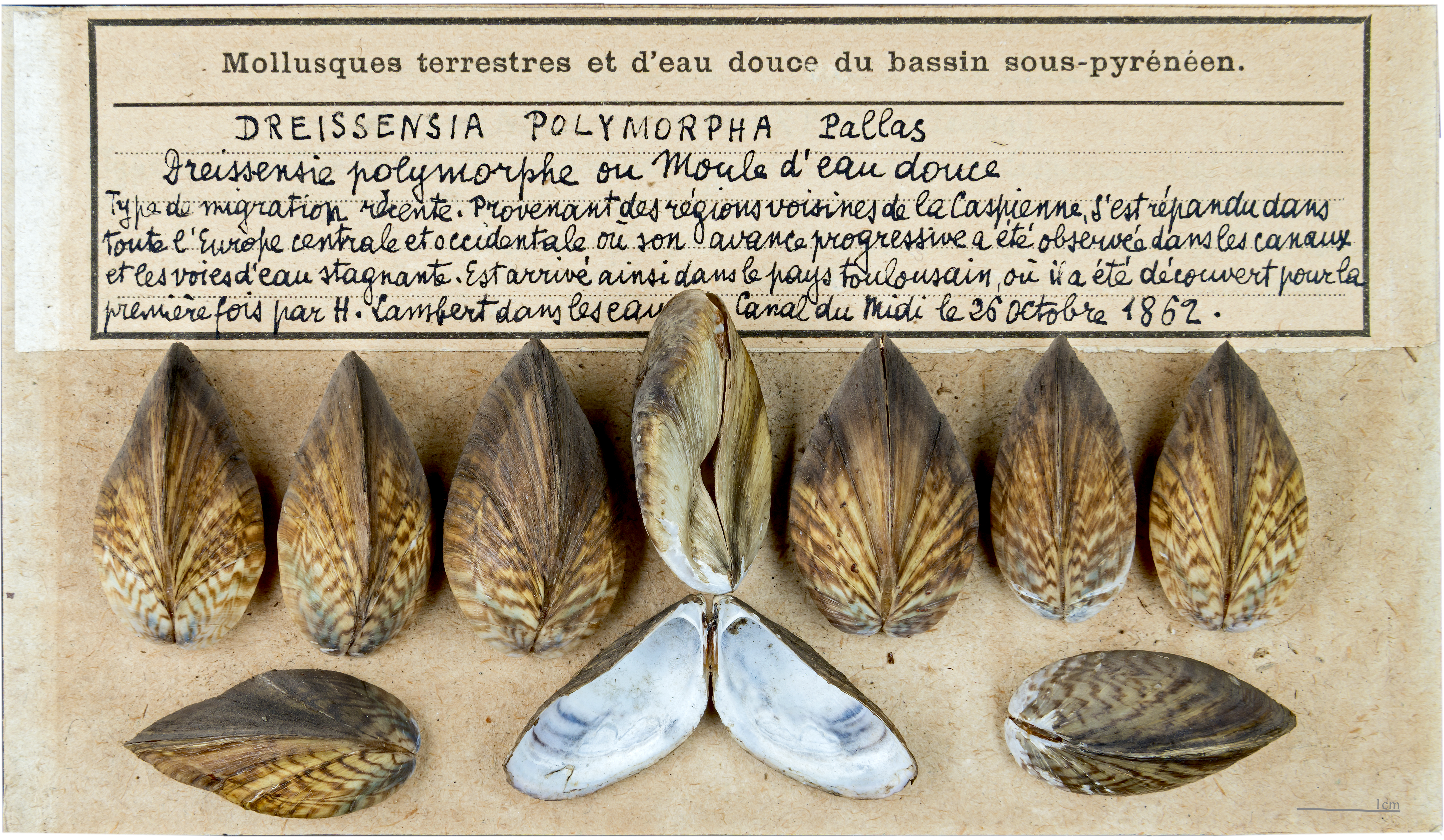
Dreissena polymorpha Canal du Midi
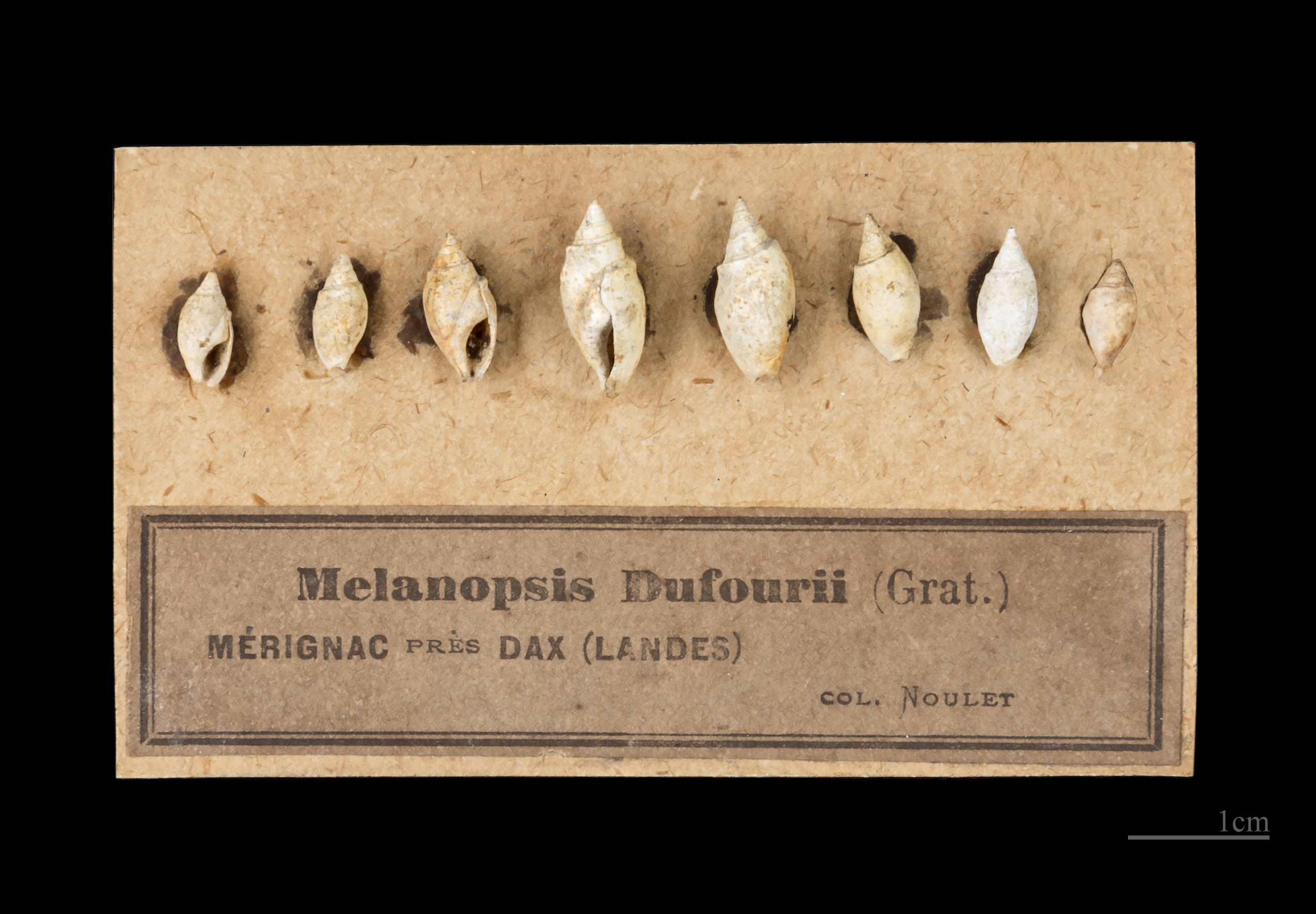
Melanopsis dufouri Burdigalien
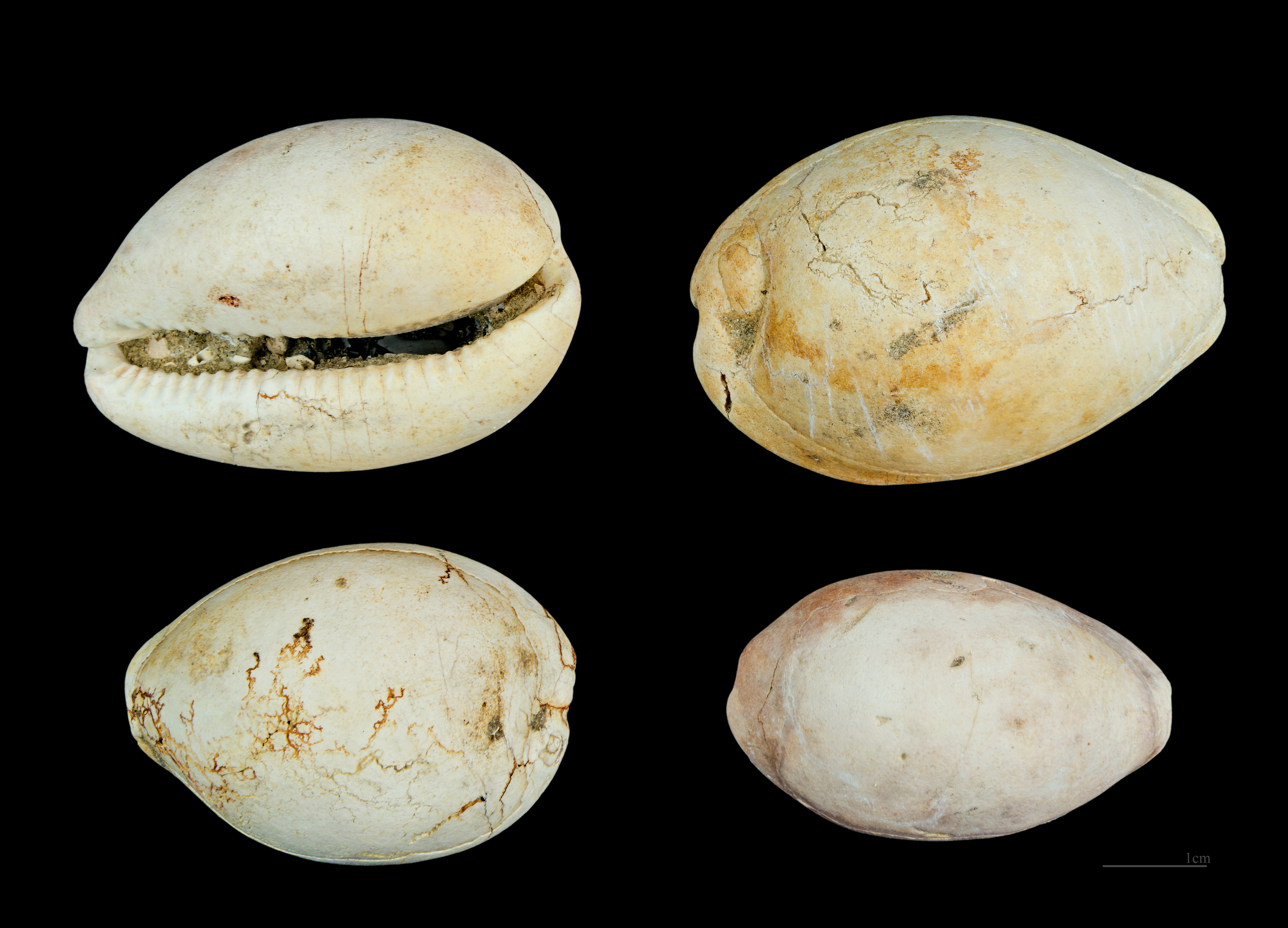
Trona leporina Burdigalien
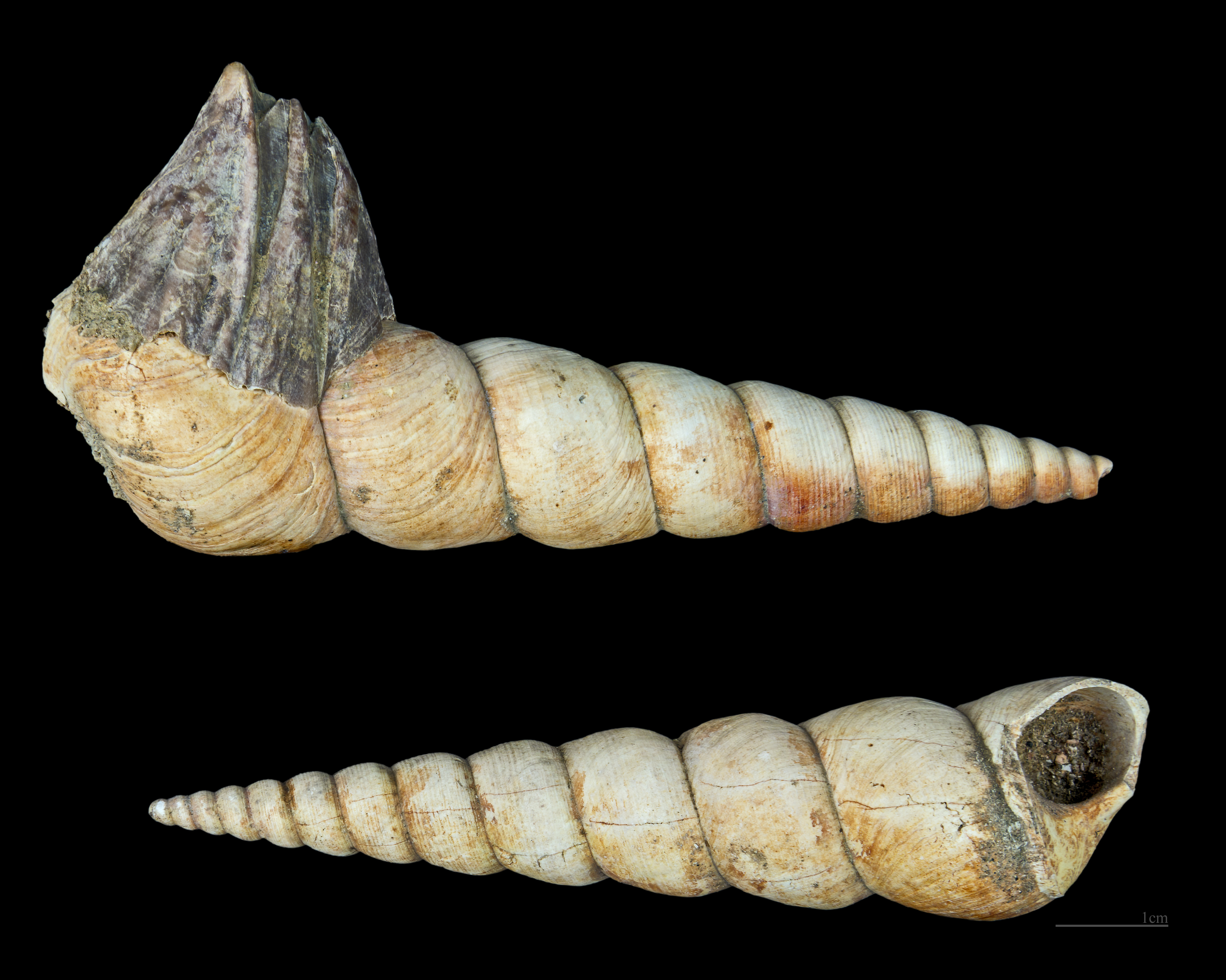
Turritella terebralis Burdigalien

### Préhistoire

Biface - Clermont-le-Fort - Néolithique
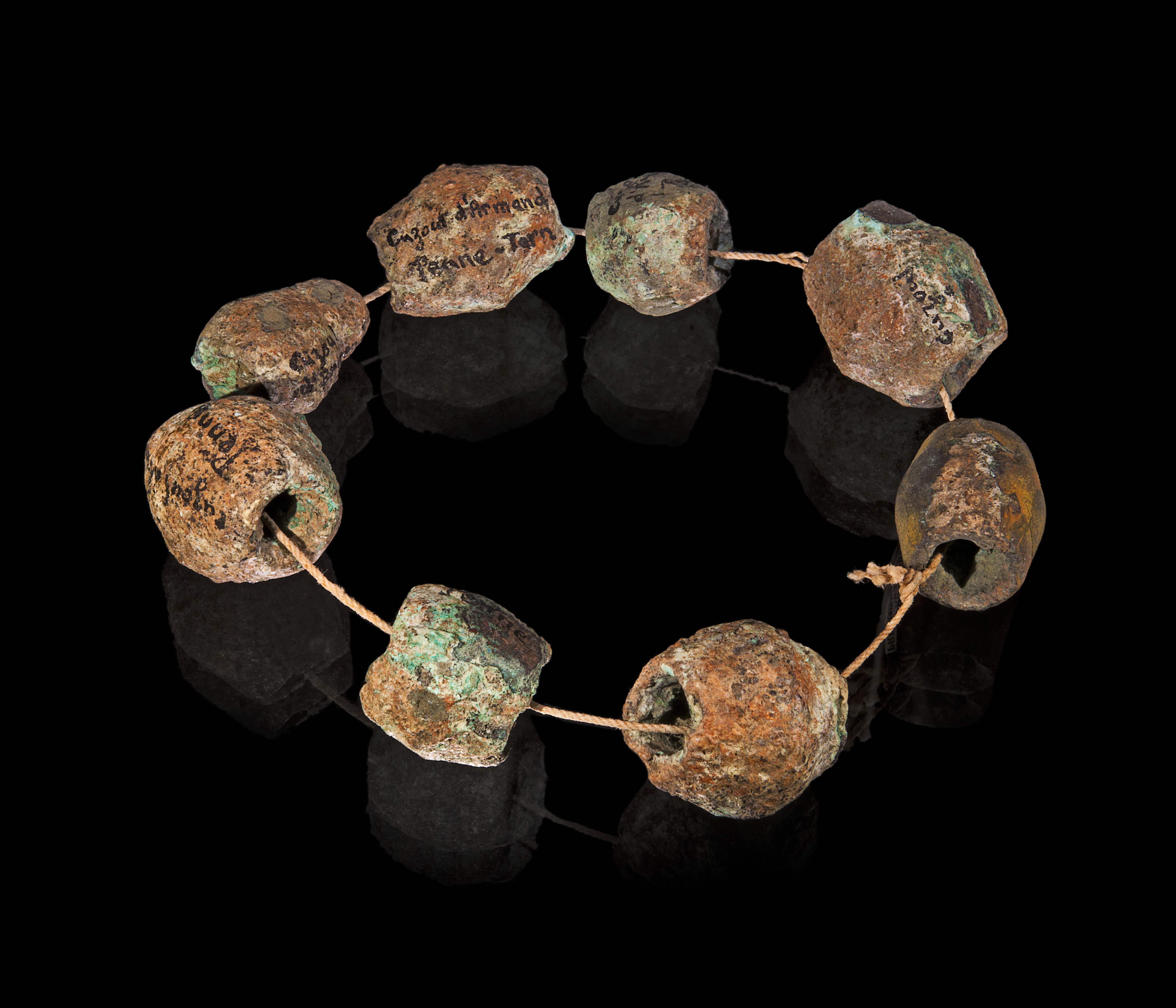
Parure en bronze de Penne (Tarn) - Muséum de Toulouse
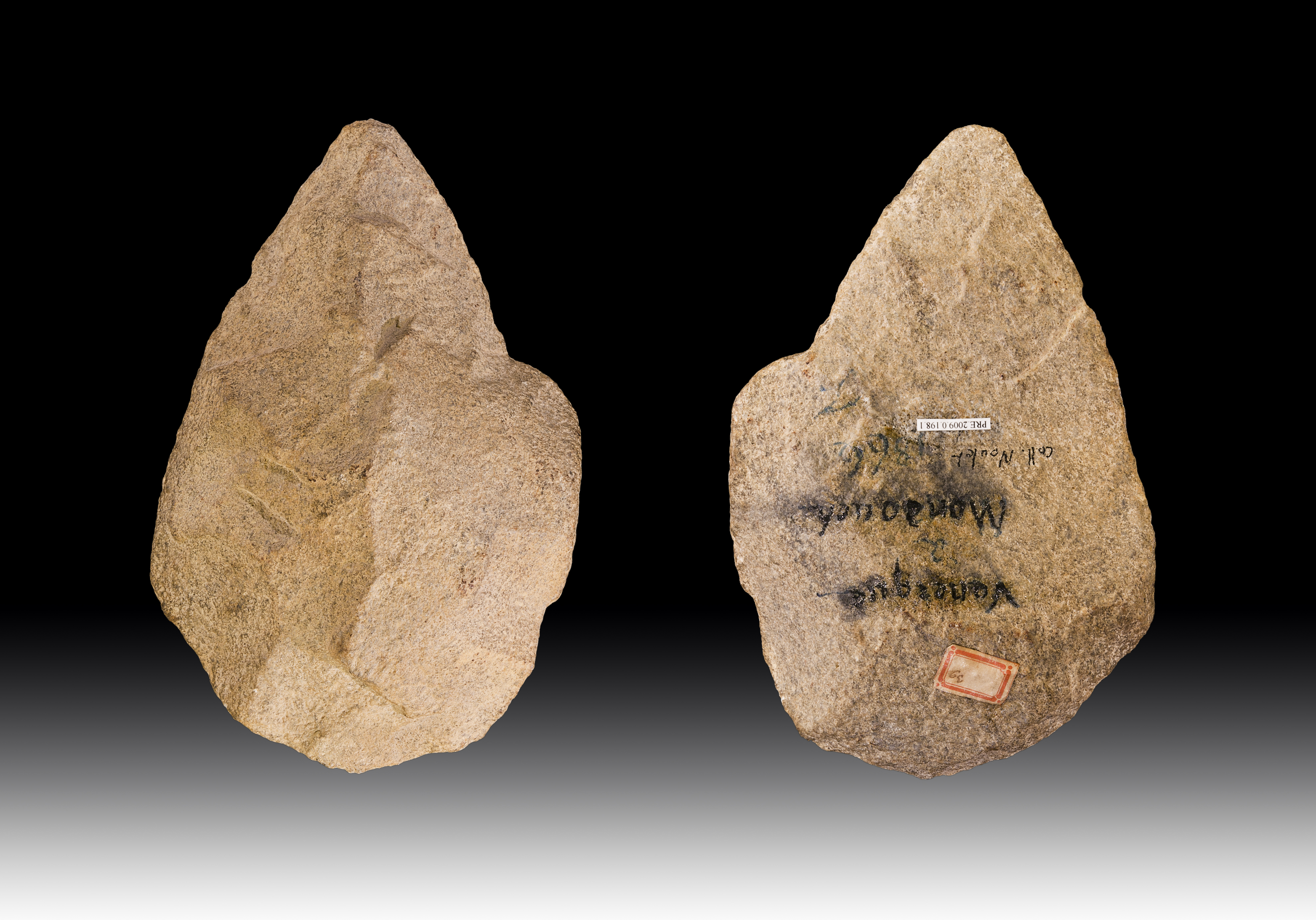
Biface en quartzite Venerque - Paléolithique inférieur
Hache polie du Néolithique de l’Ariège
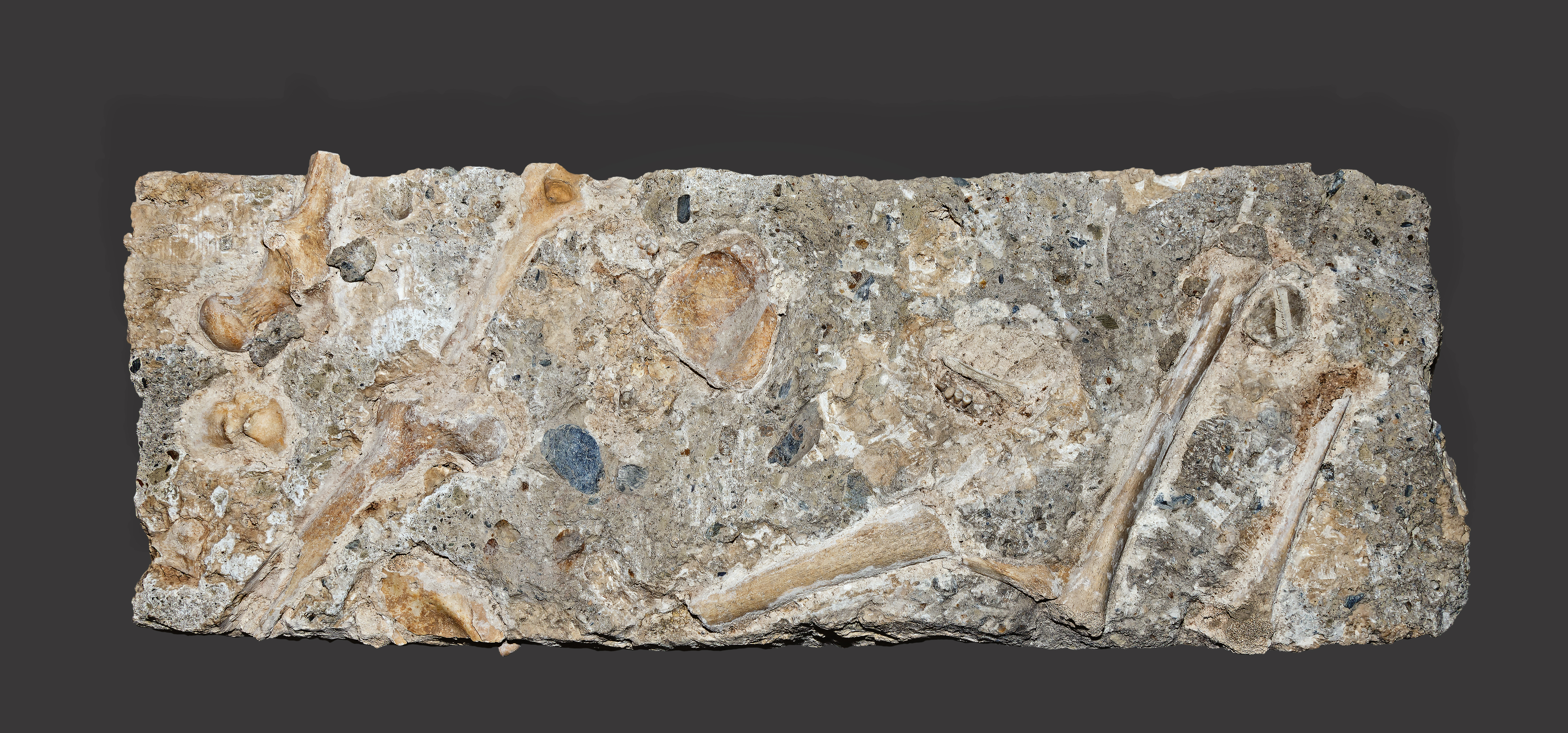
Brèche à ossement : Homo sapiens Age du Bronze (Fouilles de 1882) MHNT

## Espèces décrites
Jean-Baptiste Noulet a été le découvreur de plusieurs espèces fossiles. Très souvent il ne fait que décrire précisément des fossiles découverts par d'autres comme Léonce Roux ou le pharmacien. Un certain nombre d'ouvriers coopèrent aussi avec lui. Son terrain de chasse favori est le bassin de l'Éocène supérieur de l'Agout, dans le département du Tarn.

### Vertébrés

#### Mammifères
- Primates

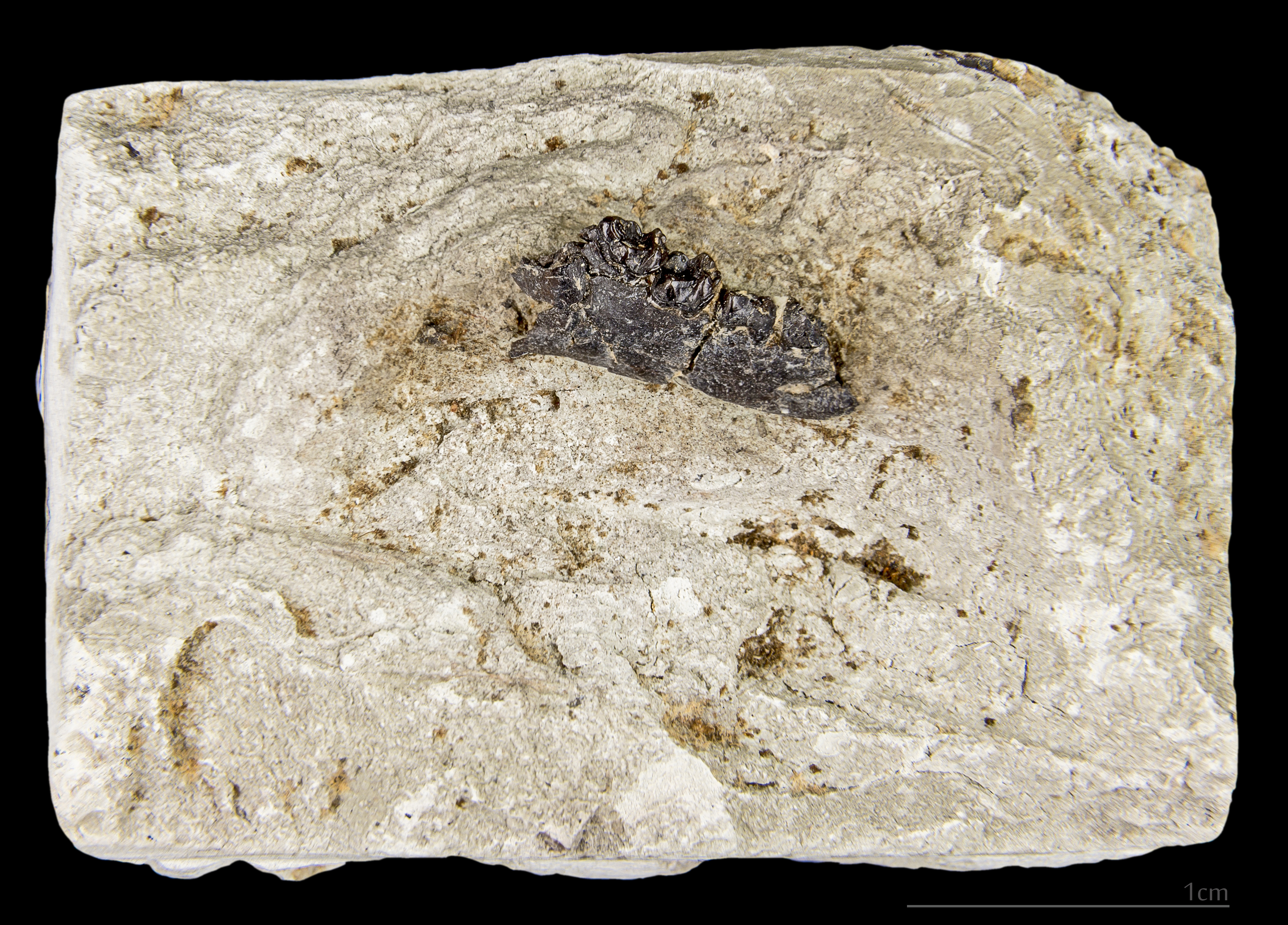
Adapis rouxi, holotype

  - Adapis rouxi (Noulet, 1863). Dédié à Léonce Roux, le découvreur[16].

- Perissodactyla
  - Lophiodon lautricense (Noulet, 1851)[17]. Il s'agit d'un pachyderme tapiroïde de très grande taille. Cette espèce a duré longtemps de l'éocène moyen au supérieur.
  - Palæotherium castrense (Noulet, 1863)[18]. Il s'agit d'un pachyderme palæothérioïde. Il se distingue des autres types principalement par la forme de son maxillaire inférieur. Cette espèce a vécu à l'éocène supérieur.
  - Aphelotherium Rouxi (Noulet, 1863)[18]. Il s'agit d'un pachyderme anoplotherioïde de la taille d'un écureuil.

- Artiodactyla
  - Chœropotamus lautricensis (Noulet, 1870)[19].

#### Reptiles
- Carettochelyidae
  - Allaeochelys parayrei (Noulet, 1867)[20].

- Crocodylidae
  - Crocodylus rouxi (Noulet, 1859). Dédié à Léonce Roux le découvreur[21]. Il s'agit d'un tout petit crocodile.

### Invertébrés
- Mollusque gastéropode[18]
  - Helix intricata  et Helix personnati.
  - Bulimus Rouxi.
  - 3 espèces de Planorbis.
  - 4 espèces de Limnae.
  - Melania albigensis.
  - 2 espèces de Melanopsis.
  - Cyclostoma castrense.
  - Paludina soricinensis.
  - Bithynia brugueriensis.
  - Nerita lautricensis.

- Mollusque acéphale[18]
  - Unio Rouxi.
  - 2 espèces de Sphærium.

## Noulet et les débuts de la Préhistoire
Sa renommée dans l'histoire des sciences repose essentiellement sur ses découvertes dans le gisement paléolithique du ravin de l'Infernet sur la commune de Clermont-le-Fort. Celles-ci prouvent de façon certaine l'existence de l'homme fossile. Elles confirment les idées de Boucher de Perthes, fort critiquées par le milieu conservateur de l'époque. Noulet est pénalisé par le fait que l'Académie des sciences de Toulouse ne publie ses travaux qu'en 1860, alors qu'il les a présentés en 1853. Cette lenteur fait qu'il n'a jamais atteint la notoriété qu'il aurait dû avoir. Il prouve notamment que l'homme était contemporain d'animaux aujourd'hui disparus car dans le ravin de l'Infernet il trouve deux défenses de mammouth, des restes de rhinocéros laineux, d'espèces fossiles de bovidés, de cheval et de chat des cavernes. L'homme y côtoyait aussi des animaux vivant aujourd'hui dans d'autres contrées, comme le renne ou le rhinocéros, preuve que le climat n'était pas le même. Nous savons aujourd'hui que les outils trouvés appartiennent à la culture du Châtelperronien qui est une entité culturelle comprenant le sud-ouest de la France et le nord de l'Espagne.

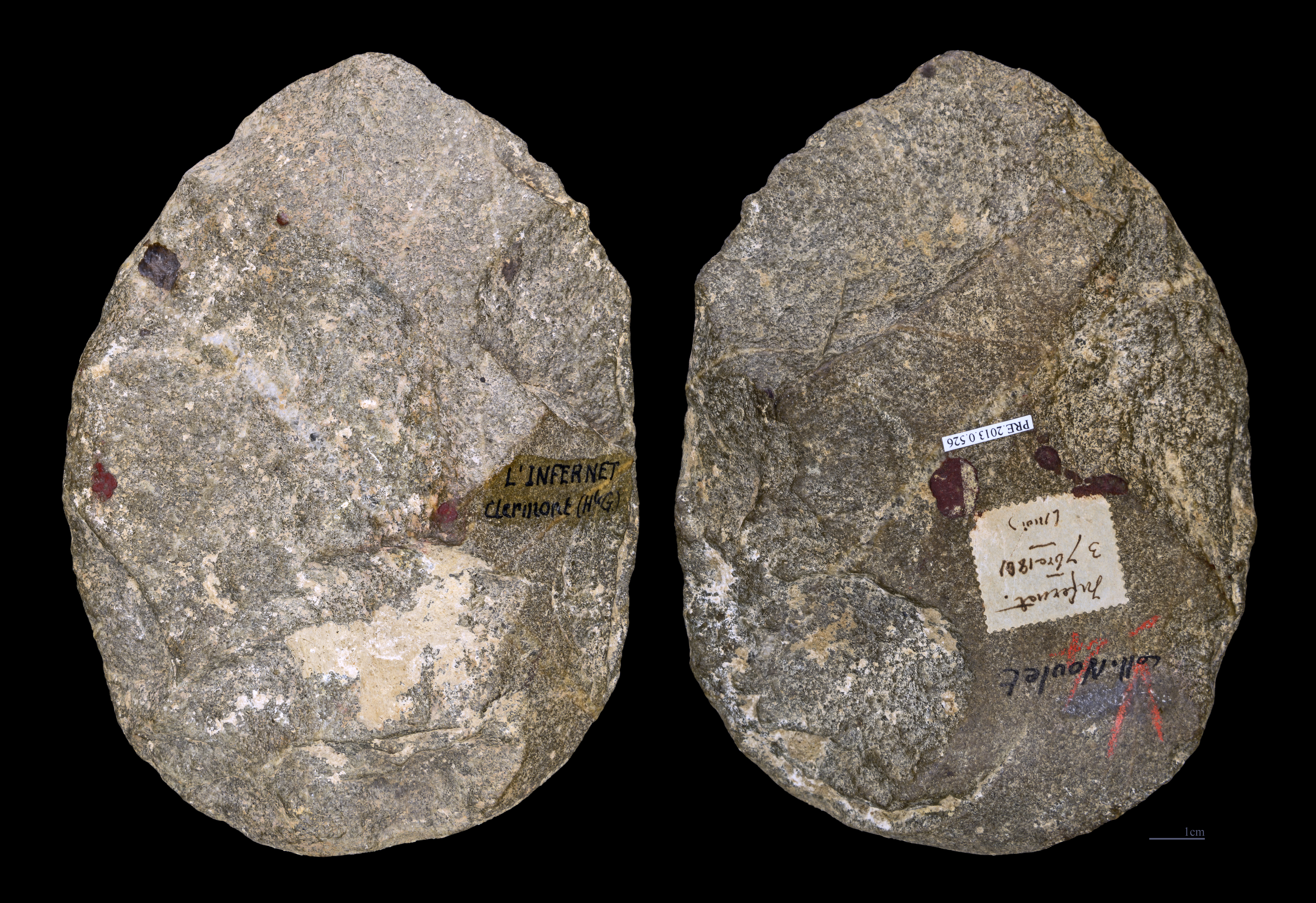
Infernet - Biface MHNT
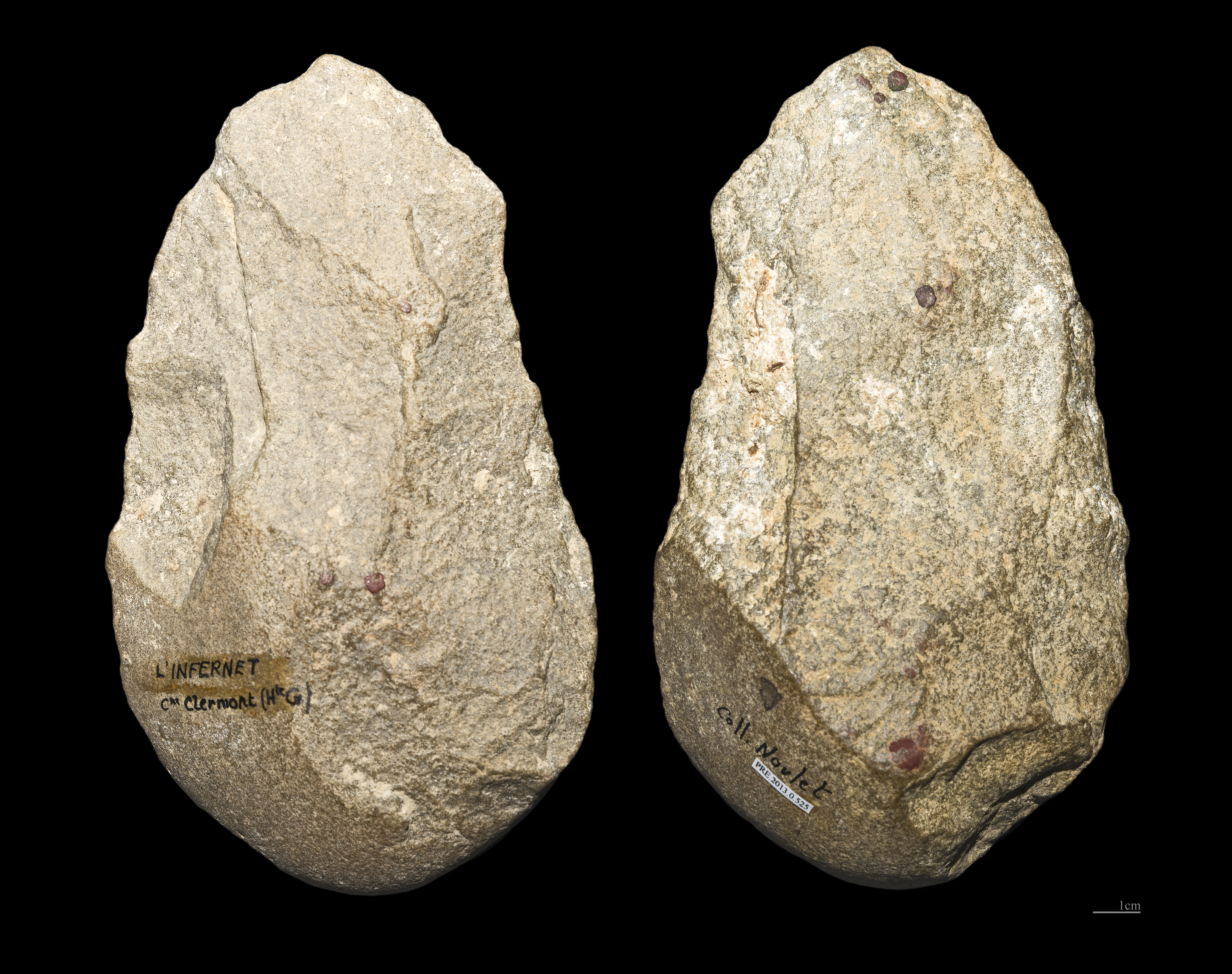
Infernet - Biface MHNT
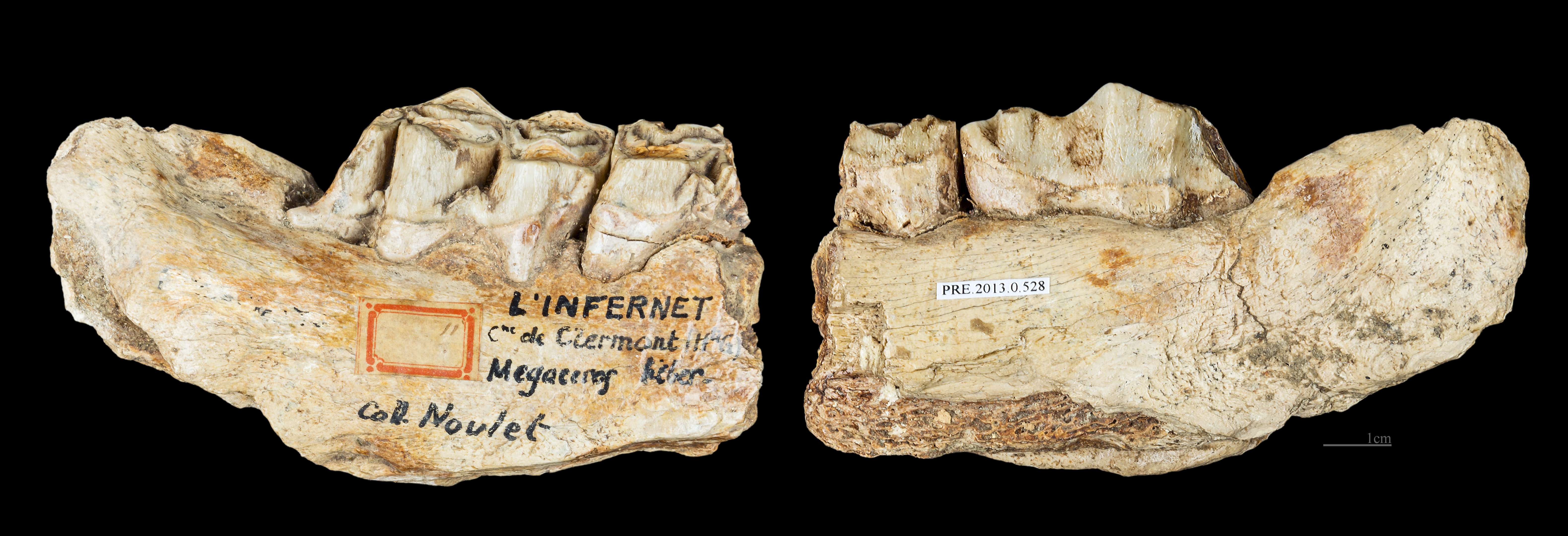
Infernet - Megaloceros giganteus MHNT
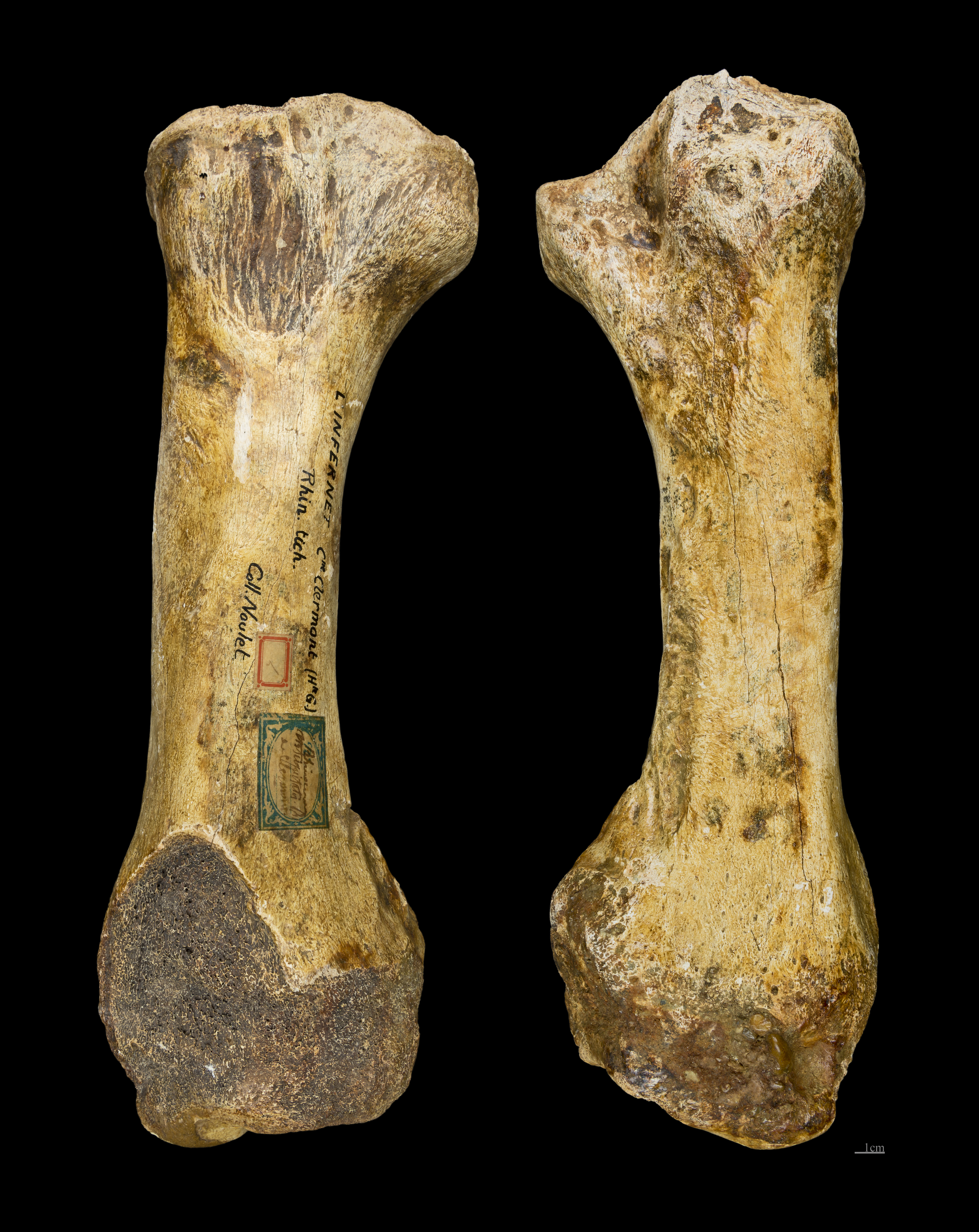
Infernet - Coelodonta antiquitatis MHNT

Cependant ni Noulet ni Boucher de Perthes ne sont les inventeurs de l'homme fossile. Car une vingtaine d'années auparavant Paul Tournal, un pharmacien narbonnais, en fait le premier la preuve de son existence. Il en émet une prudente hypothèse dès 1828 à la suite des fouilles qu'il mène dans les cavernes de Bize dans le département de l'Aude. Puis il est conforté dans ses arguments peu de temps après et de façon indépendante, par les découvertes dans le département du Gard du médecin Jules de Christol. Leurs propositions sont rapidement appuyées par Pierre Toussaint Marcel de Serres de Mesplès un savant reconnu à l'époque.
Les arguments de Tournal étant encore contestés et les preuves de Boucher de Perthes pas assez convaincantes, on doit à Noulet l'apport d'une preuve irréfutable, même si le point de départ de son raisonnement est le même que celui de Tournal et de De Christol. En effet les os qu'il trouve sont rarement entiers et visiblement sectionnés avec des outils tranchants, donc ne pouvant être façonnés que par la main de l'homme. Il s'agit très probablement de ceux qui ont été retrouvés à proximité. Les roches dont ils sont constitués sont d'origine pyrénéenne et n'ont pu être amenées en ce lieu que par les hommes qui les ont taillés et utilisés, contrairement à Paul Tournal, à qui on opposait l'argument que ces outils avaient pu être amenés postérieurement par des écoulements torrentiels provoqués par de forts orages et mélangés avec les ossements des animaux fossiles. Cependant cette critique ne pouvait être sérieusement faite à Jules de Christol, preuve du dérangement que ces découvertes provoquaient dans les milieux conservateurs de l'époque. Bien plus ouverts d'esprit les Britanniques accordent une grande importance aux découvertes de Paul Tournal, au point que la correspondante du Magazine of Natural History à Paris, Sarah Bowdich Lee, fait un rapport sur le sujet.
Si l'on creuse bien, on se rend compte que ces outils étaient déjà connus depuis longtemps et on les appelait « pierre de foudre ». C'est Nicolas Mahudel qui en fait une première étude sérieuse dès 1740. Cependant son mémoire est alors amputé et il faut attendre 1906 pour qu'on en ait une publication du texte intégral par Ernest-Théodore Hamy. Nicolas Mahudel y fait une première proposition hardie pour l'époque, à savoir qu'elles ne sont pas tombées du ciel mais qu'elles ont été façonnées de la main de l'homme. Il y voit même une préfiguration des instruments de fer et d'airain qui viendront plus tard. Il est bien moins précis pour ce qui est de donner un âge à ces outils mais il les qualifie d'antédiluviens. Il démolit ainsi des croyances très anciennes et identifie même la nature des pierres : le silex. Il fait aussi le rapprochement avec les outils utilisés par les peuplades primitives contemporaines de son époque qui lui sont connues et qu'il qualifie de sauvages. Il cite également la proposition de Michel Mercatus, médecin de Clément VIII qui, le premier, a reconnu de possibles armes dans ces pierres de foudre. C'est aussi ce que pensait l'Allemand Trichmeier alors que le Danois Oliger Jacobaeus y avait vu des sortes de haches.
L'autre point qui distingue Noulet de ses prédécesseurs, est que son mode de rédaction est très scientifique. Dans leur forme, ses écrits ne diffèrent guère des articles publiés aujourd'hui. Ils contrastent singulièrement sur ce point avec les écrits antérieurs que nous avons cités ici et qui relèvent plus de la dissertation que de la publication scientifique telle qu'on peut la concevoir maintenant. La première partie de son article qui porte sur la géologie du site de l'Infernet est d'une rigueur et d'une précision qui sont d'une autre dimension que celle de ses prédécesseurs.
D'autre part, Jean-Baptiste Noulet outre son rôle de pionnier en Préhistoire, a été bien plus loin dans la connaissance de nos lointains aïeux. Il est vraisemblablement le premier à mettre en évidence l'existence de véritables ateliers de fabrication d'outils au Paléolithique. Cette découverte sera confortée par bien d'autres qui mettront au jour de véritables complexes surprenants par leur modernité. Finalement nous savons aujourd'hui que ce type de structure était courant dans ces temps reculés. On a en effet retrouvé des traces laissées par l'industrialisation de la production d'outils. Ces lieux servaient aussi à la formation aux techniques de taille. Un des sites les plus connus en France est celui de Pincevent, en Seine-et-Marne. Cette situation nous permet de penser qu'il existait déjà une véritable économie développée par nos lointains ancêtres.

## Le linguiste
Vers la fin de sa vie, il s'intéresse à la langue parlée de son pays, en l’occurrence le parler toulousain (la langue mondine ou, en occitan, lenga mondina). Décidé à le maintenir coûte que coûte, il va le défendre comme un drapeau. Contre le point de vue des lettrés de la langue occitane, il est le premier démolisseur de la légende de Clémence Isaure.

## Honneurs
- Il est chevalier de la Légion d'honneur et officier de l'Instruction publique.

## Hommages

### Espèces dédiées
- Malacologie

Un gastéropode endémique des Pyrénées : Cochlostoma nouleti (Dupuy, 1851).
- Botanique

Une plante de la famille des Rosacées, endémique de Chine : Rubus nouleti (Sudre).
Il est également dédicataire d'un lichen : Antilyssa nouleti.
- Paléontologie

Une espèce de mammifère (perissodactyla) : Leptolophus nouleti (Stelhin, 1904). Les échantillons types (Un maxillaire gauche avec M3-P2) faisant partie initialement de la collection de Noulet sont aujourd'hui au Muséum de Toulouse.
Une espèce de mammifère (perissodactyla) : Plagiolophus nouleti (Stehlin, 1904). Un maxillaire gauche, type de l'espèce, au Muséum de Toulouse.
Une espèce de rhinocéros : Cadurcotherium nouleti (Roman).
Une espèce de mammifère carnivore : Hyaenodon nouleti (Depéret, 1917)  à partir de deux fragments de mandibule de la collection Noulet du Muséum de Toulouse.
Une espèce de tortue Carettochelyidae: Allaeochelys nouleti (Bergounioux).

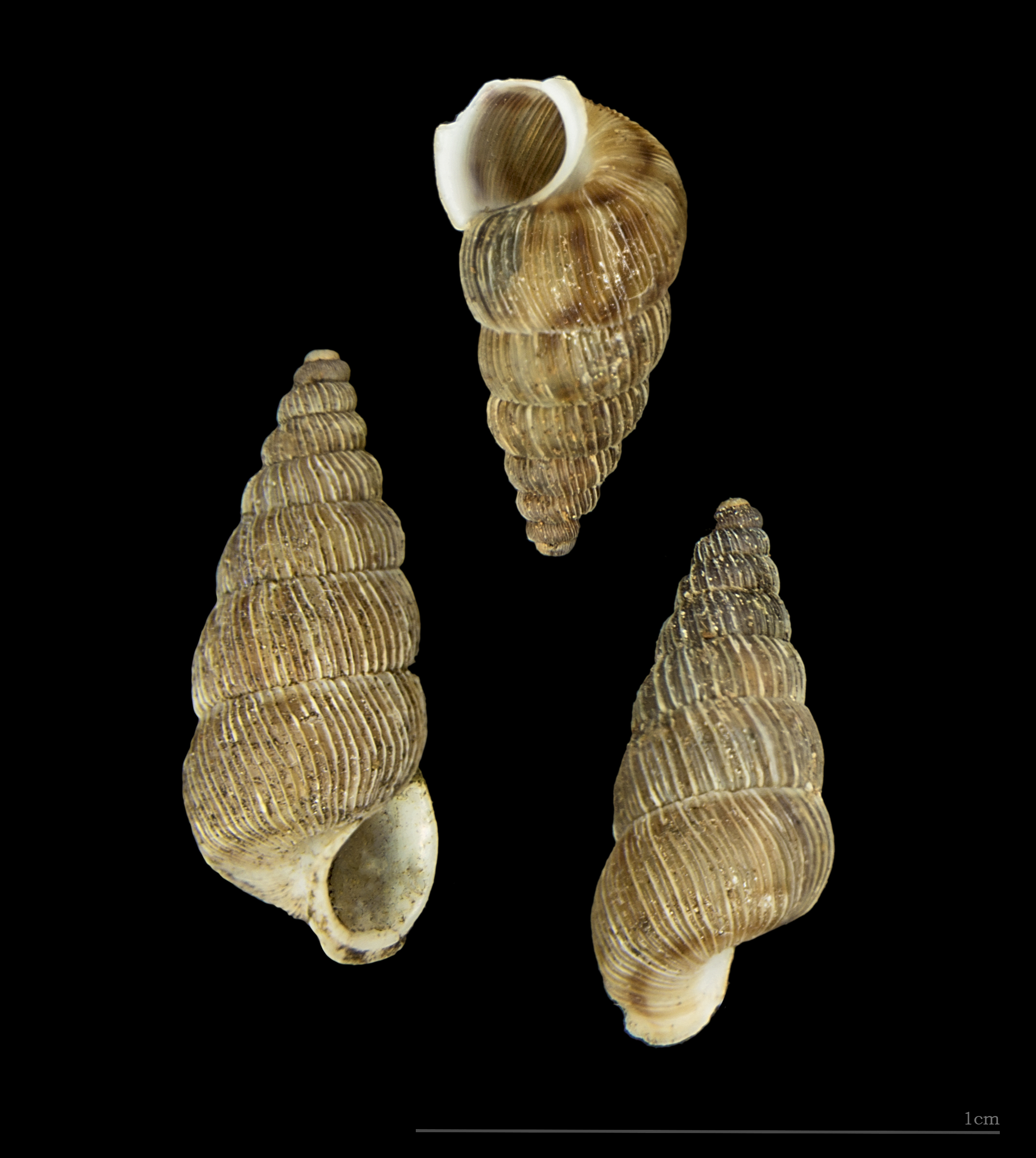
Cochlostoma nouleti - MHNT
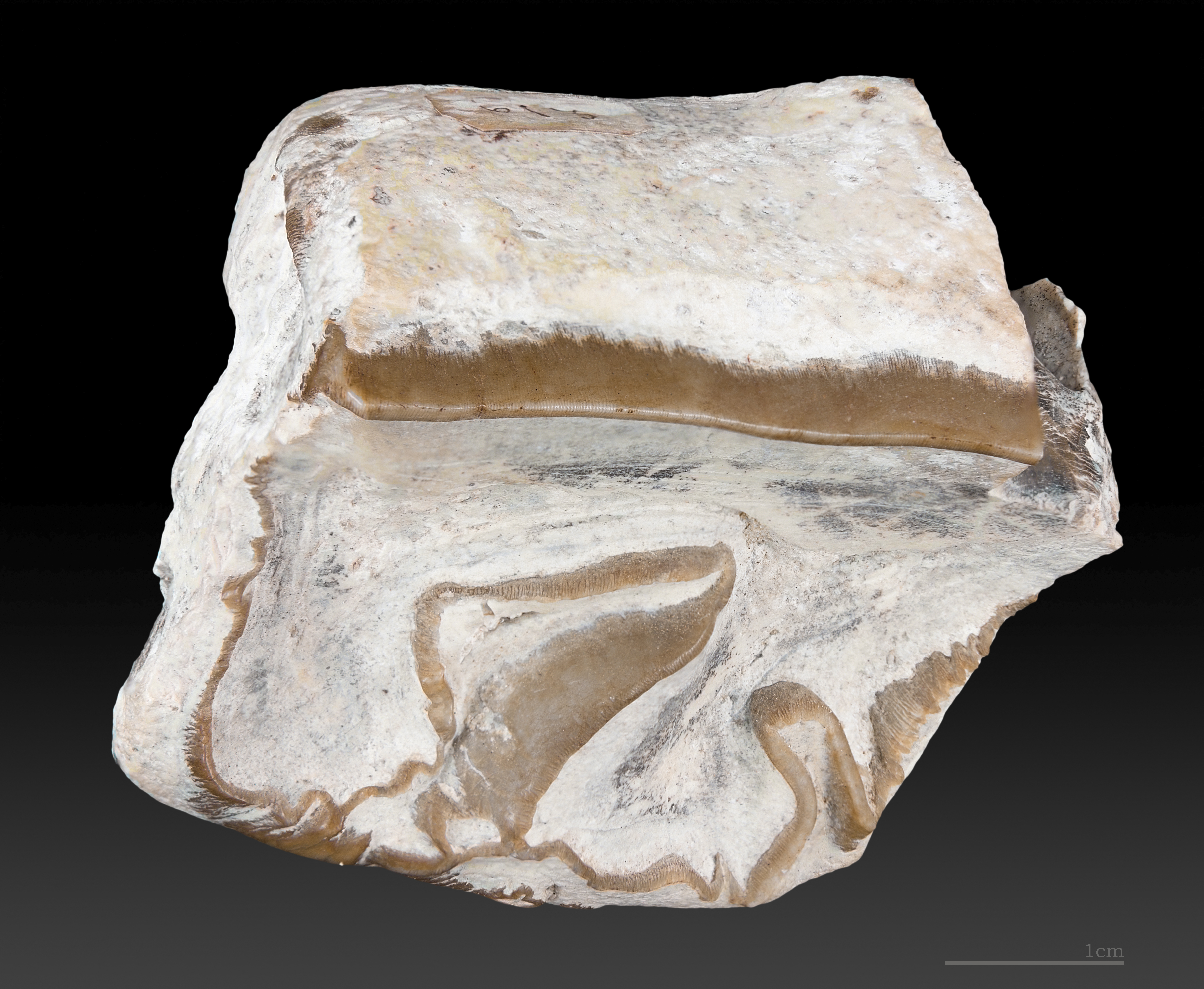
Dent, paratype, de Cadurcotherium nouleti – MHNT

### Autres hommages

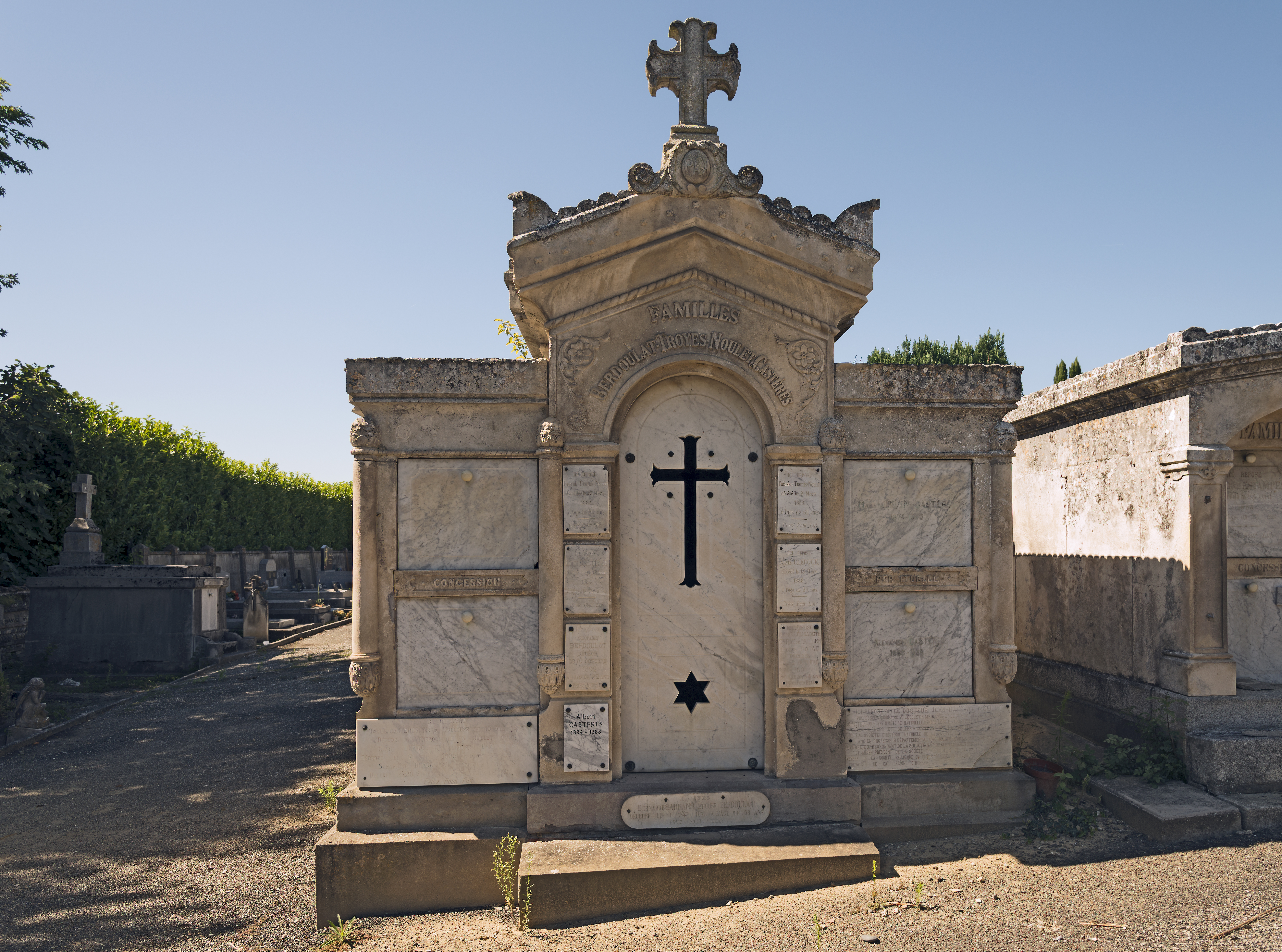
Tombe de Jean-Baptiste Noulet au cimetière de Venerque

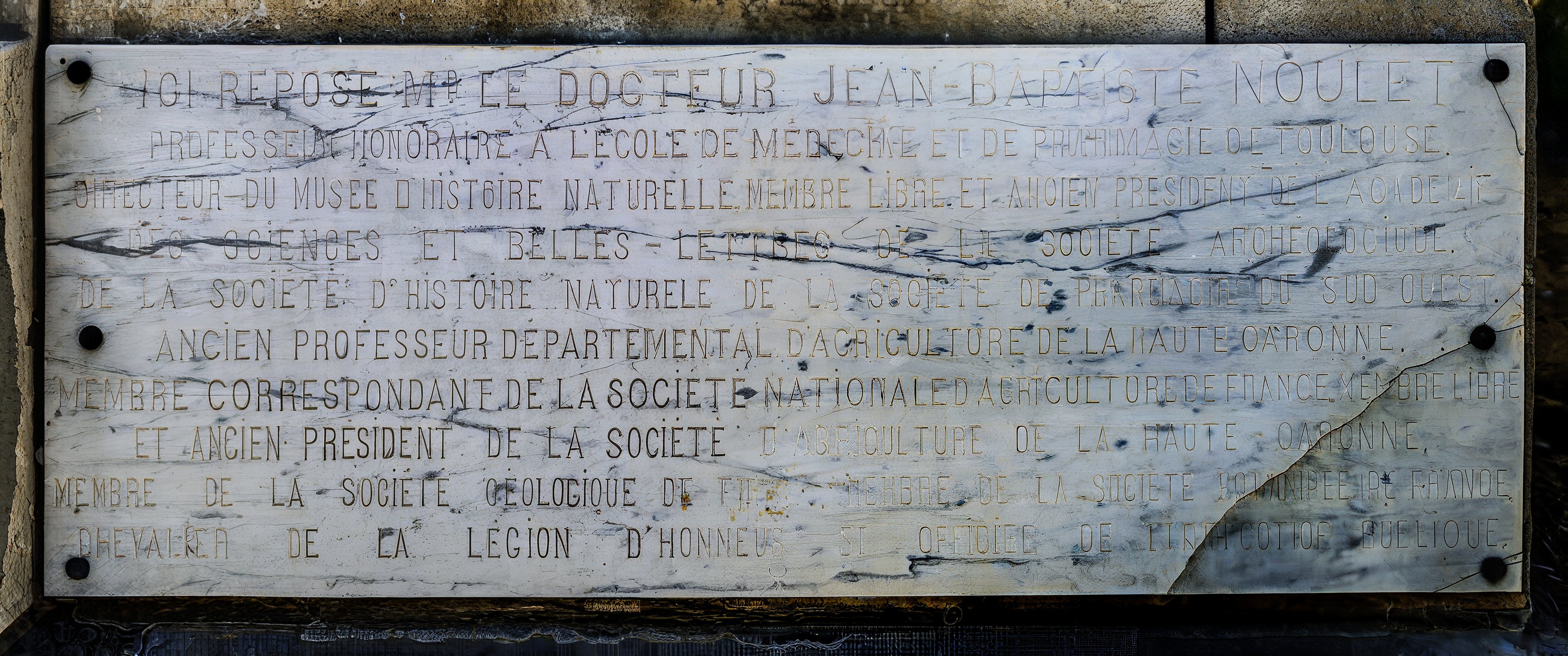
Plaque commémorative

- Du 18 au 21 mai 1990, pour le centenaire de sa mort, l'association Culture, loisirs et sports de Venerque lui a rendu hommage en lui consacrant une exposition. Pour l'occasion le Muséum d'histoire naturelle de Toulouse prêta des pièces trouvées à l'Infernet et la bibliothèque de l'université Paul-Sabatier mit à disposition quelques ouvrages dont un précieux herbier de la flore locale.

- Une publication d'histoire des sciences en 2006 lui rend hommage dans un journal scientifique de référence[33].

- Une stèle a été érigée sur le site archéologique de l'Infernet (commune de Clermont-le-Fort, Haute-Garonne, France) lors de la célébration du centenaire des fouilles.

- La ville de Toulouse lui a dédié une rue.

- La ville de Venerque a donné son nom à son école primaire ainsi que la rue dans laquelle elle se trouve.

- Une pièce de théâtre, Jean-Baptiste, lui est dédiée[34].

## Publications
- Précis analytique de l'histoire naturelle des mollusques terrestres et fluviatiles qui vivent dans le bassin sous-pyrénéen, J.-B. Paya libraire-éditeur, Toulouse, 1834 (lire en ligne)
- avec Augustin Dassier, Traité des champignons comestibles, suspects et vénéneux, J.-B. Paya, libraire-éditeur, Toulouse, 1838 (lire en ligne)
- Flore analytique de Toulouse et de ses environs, Delboy libraire-éditeur, Toulouse, 1861 (lire en ligne)
- L'âge de la pierre polie au Cambodge : d'après les découvertes de M. Moura, Librairie Louis et Jean-Matthieu Douladoure, Toulouse, 1877 (lire en ligne)
- Étude de l'Ombrive ou grande caverne d'Ussat (Ariège) et de ses accessoires, Édouard Privat, Toulouse, 1882 (lire en ligne)
- Vie de Sainte Marguerite en vers romans, Librairie Louis et Jean-Matthieu Douladoure, Toulouse, 1875 (lire en ligne)
- Las "Ordenansas et coustumas del Libre blanc" publiées avec une introduction, des notes et un glossaire, Publications de la Société pour l'étude des langues romanes, Montpellier, 1878 (lire en ligne)
- Las Nonpareilhas receptas per far las femnas tindentas, risentas, plasentas... et mais per las far pla cantar et caminar honestamen et per compas, Publications de la Société pour l'étude des langues romanes, Montpellier, 1880 (lire en ligne)
- Œuvres de Pierre Goudelin, Édouard Pivat libraire-éditeur, Toulouse, 1887 (lire en ligne)
- avec Camille Chabaneau, Deux manuscrits provençaux du XIVe siècle : contenant des poésies de Raimon de Cornet, de Peire de Ladils et d'autres poètes de l'école toulousaine, Maisonneuve et Charles Leclerc, Paris, 1888 (lire en ligne)
- Les joies du gai savoir. Recueil de poésies couronnées par le Consistoire de la gaie science (1324-1484) publié avec la traduction de J.-B. Noulet, revue et corrigée, une introduction, des notes et un glossaire par Alfred Jeanroy, Imprimerie et librairie Édouard Privat, Toulouse, 1914 (lire en ligne)